# E' Zezi
Gli 'E Zezi - Gruppo Operaio sono un gruppo musicale napoletano formatosi verso la metà degli anni settanta con l'intento, espresso più volte dai suoi fondatori, di comporre una visione della musica popolare diversa da quella della "classe borghese".

## Storia del gruppo
Nel 1974 un gruppo di operai, artigiani e studenti si uniscono e danno vita al primo nucleo del gruppo. 
Fin dall'inizio lo scopo del gruppo è quello di aggregare esperienze e vissuti dell'entroterra napoletano intorno ad un progetto comune di riscatto sociale attraverso le arti.
Nell'entroterra del napoletano, e in particolare a Pomigliano d'Arco, infatti secondo il gruppo, si condensano tutti i paradossi creati dalla forzata industrializzazione delle culture contadine ivi presenti.
Il culmine di questo paradosso è rappresentato dalla "fabbrica", ovvero dalla ormai storica Alfasud di Pomigliano, simbolo delle promesse di un rilancio socioeconomico del Mezzogiorno.
Il primo disco è del 1975 e si intitola non a caso Tammurriata dell'Alfasud uscito con l'etichetta I dischi del sole e nel quale figura come "suonatore" anche un giovanissimo Daniele Sepe.
Il gruppo operaio dei Zezi ha visto l'avvicendamento di più di duecento musicisti intorno allo zoccolo duro dei fondatori (Angelo e Antonio de Falco, Pasquale Terracciano, Massimo Mollo, Matteo D'Onofrio, Marcello Colasurdo, Marzia Del Giudice, Ciro De Cicco, Pasquale De Cicco, eccetera...), a cui si unirono dal 1976, Patrizio Esposito e Gloria Bova, con il cui contributo il gruppo si aprì al teatro di strada sulle orme di Augusto Boal, affrontando temi di impegno politico e sociale. Al Festival di Interdrama a Berlino nel 1977, con uno spettacolo di denuncia sulla fuga di Kappler, si affiancò un giovane Enzo Gragnaniello con la sua chitarra.
Dopo quasi vent'anni il gruppo ha pubblicato il secondo album, Auciello ro mio, Posa e sorde. Prodotto dalla Tide Records di Enrico Capuano 
Negli anni a venire 'E Zezi hanno dato vita ad un fenomeno "culturale" e non solo musicale che ha abbracciato anche il campo delle arti visive e del teatro con le esperienze di "Zezi Teatro" o con le "Mostre fotografiche itineranti".

## Discografia
- Tammurriata dell'Alfasud (1976) I Dischi del Sole
- Auciello ro mio, Posa e sorde (1994) Tide Records
- Zezi Vivi (1996) Il Manifesto
- Diavule a Quatto (2002) Il Manifesto
- Triccabballàcche - AuLive e Chiapparielli (2007) Terre in moto
- Ciente Paise (2011)

## Curiosità
- Il nome "zezi" deriva dal termine "Zeza", una rappresentazione carnevalesca tipica delle culture contadine della Campania.
- Al Gruppo Operaio 'E Zezi sono stati dedicati due documentari: "Viento 'e terra" diretto da Antonietta De Lillo (1996) e "Il sogno dei Zezi" (2009) diretto da Giuseppe Bellasalma e Benedetto Guadagno (Film Discaunt)